# Poralia
Poralia es un género de medusas en la familia Ulmaridae. Es un género monotípico, su única especie es Poralia rufescens. Esta medusa es pelágica y se encuentra en aguas profundas en la mayoría de los océanos del mundo.

## Características
Poralia rufescens tiene una campana de unos 9 cm de diámetro. Tiene 30 tentáculos marginales intercalados con 15 rhopalia (órganos sensoriales). Los tentáculos tienen un contorno rectangular y son todos de la misma longitud, los tentáculos ropaliales tienen hendiduras profundas y las aberturas tentaculares son hendiduras poco profundas. Esta medusa es muy frágil y la mayoría de los especímenes examinados han sido dañados.